# Glebovka (seló)
|  | Per a altres significats, vegeu «Glebovka». |

Glebovka - Глебовка (rus) és un poble (un seló) de l'óblast de Penza (Rússia). El 2010 tenia 144 habitants.